# Cercle cartesià

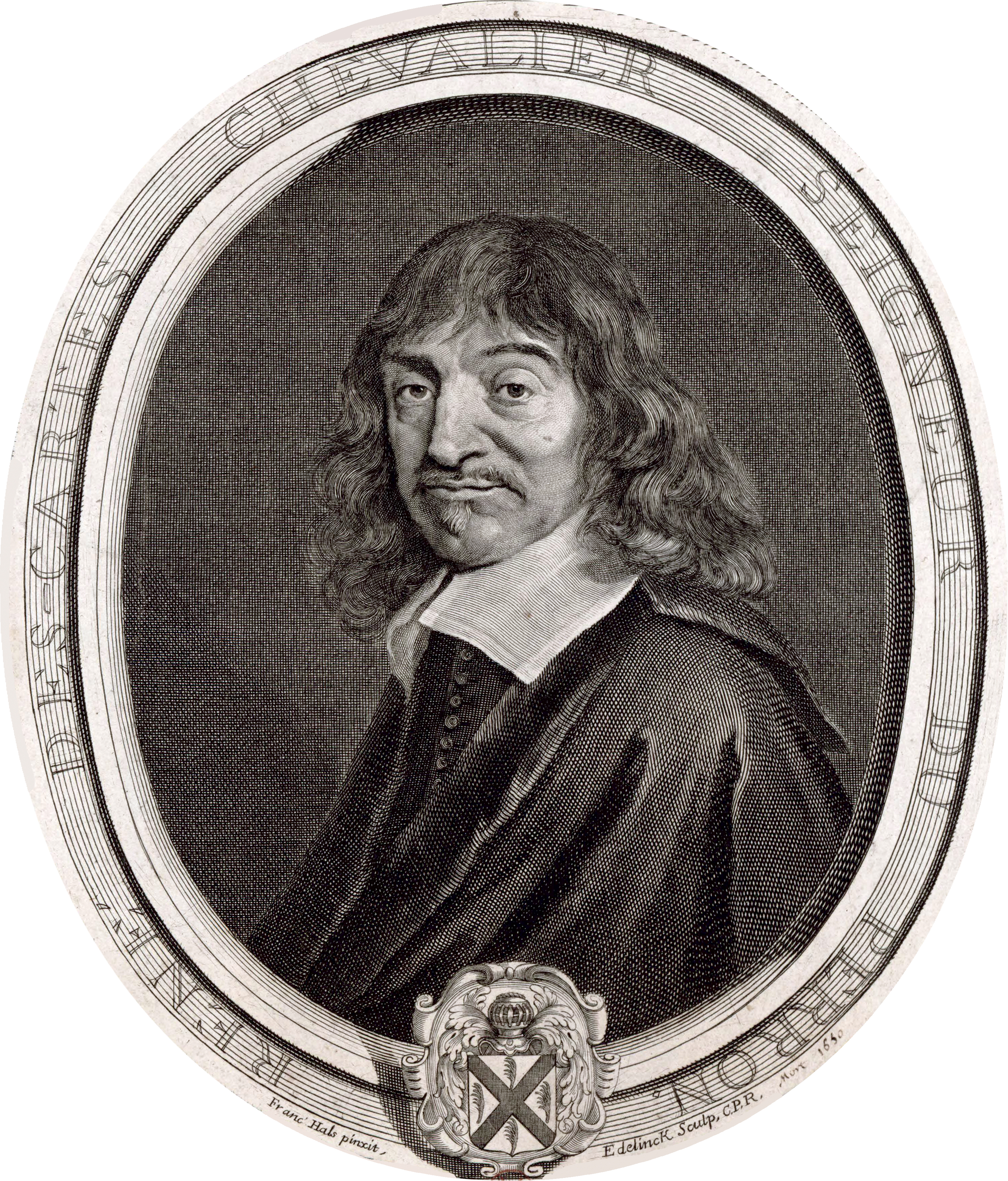
Retrat de René Descartes, creador de la fal·làcia.

El cercle cartesià es refereix a l'argument fal·laç en què, segons l'opinió dels seus crítics, hauria incorregut en les Meditacions metafísiques el filòsof René Descartes quan intentà demostrar la veracitat i validesa de les «idees clares i diferents».
La fal·làcia fou denunciada des d'un primer moment pel jansenista Antoine Arnauld (que, això no obstant, va acabar considerant-se cartesià), per l'autor (o autors) de les Segones objeccions a les Meditacions metafísiques i per l'adversari del cartesianisme, Pierre Gassendi.

## Formulació de les objeccions
L'objecció més famosa es troba en Instàncies de Gassendi:
| « | Vós admeteu que una idea clara i distinta és certa perquè Déu, que és l'autor d'aquesta idea i no pot ser enganyat, existeix; i d'altra banda admeteu que Déu existeix, que és creador i veraç, perquè té d'ell una idea clara. El cercle n'és palés. | » |

Segons Gassendi, Descartes diu que la idea de Déu és la que justifica la veracitat de totes les idees clares i diferents. D'altra banda, afirma que la idea de Déu també és una idea clara, per això s'ha de justificar a si mateixa per després justificar la veracitat de les altres idees, i incorre així en una petició de principi, en un cercle in probando o cercle viciós que dona nom a aquesta fal·làcia.
La crítica d'Arnauld al cercle cartesià apareix en les Quartes objeccions de les Meditacions metafísiques de Descartes, així com la resposta que Descartes dona a aquesta objecció. Arnauld diu que és Déu qui, per a Descartes, garanteix la veritat de les idees clares i diferents, i al mateix temps és la clara i diferent percepció de la idea de Déu la que ens assegura la seua existència, i sobre aquesta base garantim la veracitat de totes les idees clares i diferents, inclosa la idea de Déu.
En el fons, l'anomenat cercle cartesià és una variant (fonamentada en la idea d'infinitud) de la més famosa prova ontològica, sobre l'existència de déu, proposada per Anselm de Canterbury, considerada també fal·laç per un gran nombre de filòsofs.

### Comentaris i estudis crítics
- Gilson, Etienne. Descartes. Discours de la méthode. Texte et commentaire.  Librairie Philosophique J. Vrin, 1925.
- Doney, Willis «The Cartesian Cilcle». Journal of the Hitory of Ideas, 16, 3, 1955, pàg. 324-338.